# Mehdy Metella
Mehdy Metella (Caiena, 17 de julho de 1992) é um nadador francês, medalhista olímpico.

## Carreira

### Rio 2016
Metella competiu na natação nos Jogos Olímpicos de Verão de 2016, conquistando a medalha de prata com o revezamento 4x100 metros livre.